# Vatikanska mynt
Vatikanstaten har präglat mynt under många sekler. Det mycket speciella minilandet får dock endast prägla en mindre mängd mynt, vilket gör att mynten snarare blir samlarmynt än allmänna betalningsmedel. Under senare år har tre serier av vatikanska euromynt präglats, i enlighet med ett separat valutaavtal med EU.

## 1800-talet

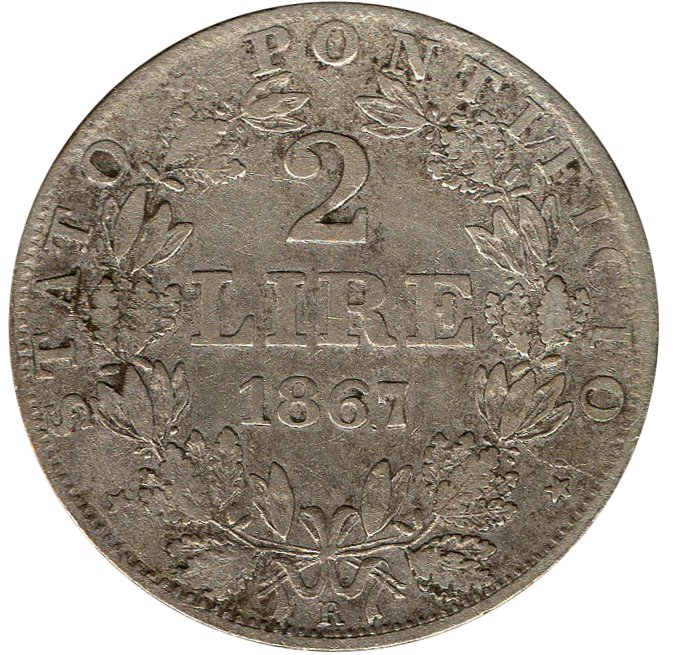
Vatikanskt 2 liresmynt från 1867

Under 1800-talet gavs bland annat detta 2 liresmynt ut. 

## Vatikanstatens euromynt
Vatikanstaten har låtit prägla tre serier av euromynt. Den första serien visade ett porträtt av påven Johannes Paulus II. Den andra serien, utgiven då Johannes Paulus avlidit och någon ny påve ännu ej valts, visar camerlengons ("kammarherrens") statsvapen. Den tredje serien visar den nye påven Benedictus XVI bild.